# Liste der Bodendenkmäler in Marktl
Auf dieser Seite sind die Bodendenkmäler in dem oberbayerischen Markt Marktl zusammengestellt. Diese Tabelle ist eine Teilliste der Liste der Bodendenkmäler in Bayern. Grundlage ist die Bayerische Denkmalliste, die auf Basis des Bayerischen Denkmalschutzgesetzes vom 1. Oktober 1973 erstmals erstellt wurde und seither durch das Bayerische Landesamt für Denkmalpflege geführt wird. Die folgenden Angaben ersetzen nicht die rechtsverbindliche Auskunft der Denkmalschutzbehörde.

## Bodendenkmäler der Gemeinde

### Bodendenkmäler in der Gemarkung Marktlberg
| Lage                  | Objekt | Akten-Nr.     | Bild |
| --------------------- | --- | ------------- | ---- |
| Marktlberg (Standort) | Befestigte Höhensiedlung mit Werkstattarealen der späten Latènezeit, Siedlung der römischen Kaiserzeit sowie zwei Burgställe des hohen und späten Mittelalters (unter anderem Burg Leonberg). | D-1-7742-0008 |      |
| Marktlberg (Standort) | Grabhügel mit Bestattungen der Bronzezeit. | D-1-7742-0020 |      |
| Marktlberg (Standort) | Untertägige frühneuzeitliche Befunde im Bereich der katholischen Kirche St. Sebastian in Leonberg.                                                                                            | D-1-7742-0218 |      |
| Marktlberg (Standort) | Burgstall des hohen oder späten Mittelalters. | D-1-7743-0009 |      |
| Marktlberg (Standort) | Abschnittsbefestigung des frühen Mittelalters. | D-1-7743-0011 |      |

### Bodendenkmäler in der Gemarkung Marktl
| Lage                           | Objekt | Akten-Nr.     | Bild |
| ------------------------------ | --- | ------------- | ---- |
| Marktl (Standort)              | Burgstall des hohen oder späten Mittelalters. | D-1-7743-0010 |      |
| Marktl Marktplatz 6 (Standort) | Untertägige mittelalterliche und frühneuzeitliche Befunde im Bereich der katholischen Pfarrkirche St. Oswald in Marktl und ihrer Vorgängerbauten. | D-1-7743-0050 |      |

### Bodendenkmäler in der Gemarkung Schützing
| Lage                 | Objekt | Akten-Nr.     | Bild                                                      |
| -------------------- | --- | ------------- | --------------------------------------------------------- |
| Schützing (Standort) | Archäologische Befunde im Bereich eines Kanalsystems des hohen Mittelalters (Großer Laubergraben, Kleiner Laubergraben bzw. Schützinger Graben und Oberpiesinger Graben).                                                           | D-1-7742-0015 |                                                           |
| Schützing (Standort) | Körpergräber des frühen Mittelalters sowie Siedlung vor- und frühgeschichtlicher Zeitstellung. | D-1-7742-0063 |                                                           |
| Schützing (Standort) | Verebnete Grabhügel und Kreisgräben vorgeschichtlicher Zeitstellung, Siedlung vor- und frühgeschichtlicher Zeitstellung, unter anderem der Latènezeit und der römischen Kaiserzeit, sowie Reihengräberfeld des frühen Mittelalters. | D-1-7742-0081 |                                                           |
| Schützing (Standort) | Straße der römischen Kaiserzeit. | D-1-7742-0122 |                                                           |
| Schützing (Standort) | Siedlung vor- und frühgeschichtlicher Zeitstellung. | D-1-7742-0183 |                                                           |
| Schützing (Standort) | Verebnete Grabhügel vorgeschichtlicher Zeitstellung. | D-1-7743-0041 |                                                           |
| Schützing (Standort) | Untertägige mittelalterliche und frühneuzeitliche Befunde im Bereich der katholischen Kirche St. Nikolaus in Bergham und ihres Vorgängerbaus.                                                                                       | D-1-7743-0055 | Untertägige mittelalterliche und frühneuzeitliche Befunde |